# Germanus Lüdke
Germanus Lüdke (* 2. Oktober 1683 in Stendal; † 1. April 1735 ebenda), auch Luidtke oder Hermannus Luidtcke war ein deutscher Theologe und Archidiakon am Dom in Stendal.

## Abstammung

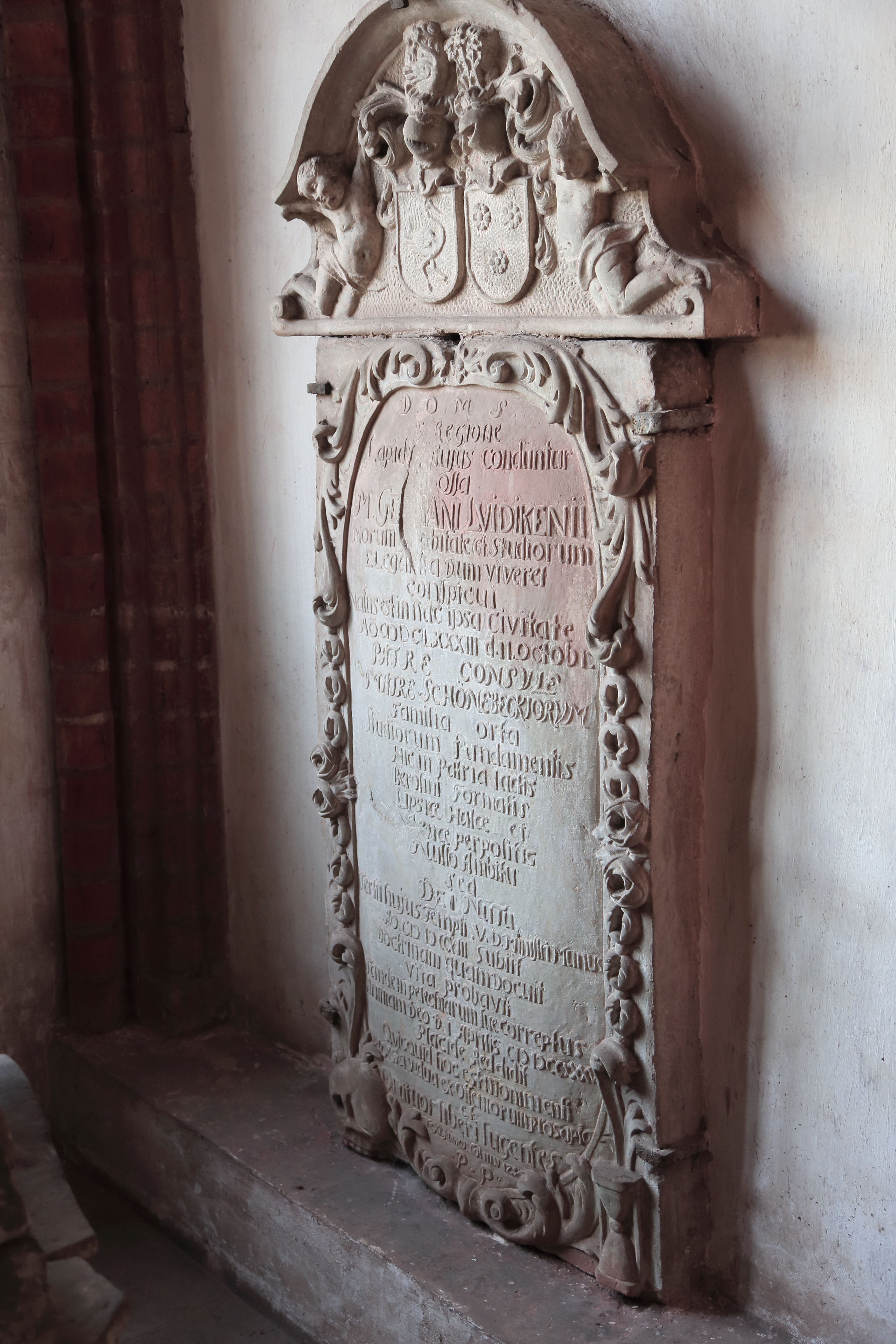
Grabmal von Germanus Lüdke im Dom zu Stendal

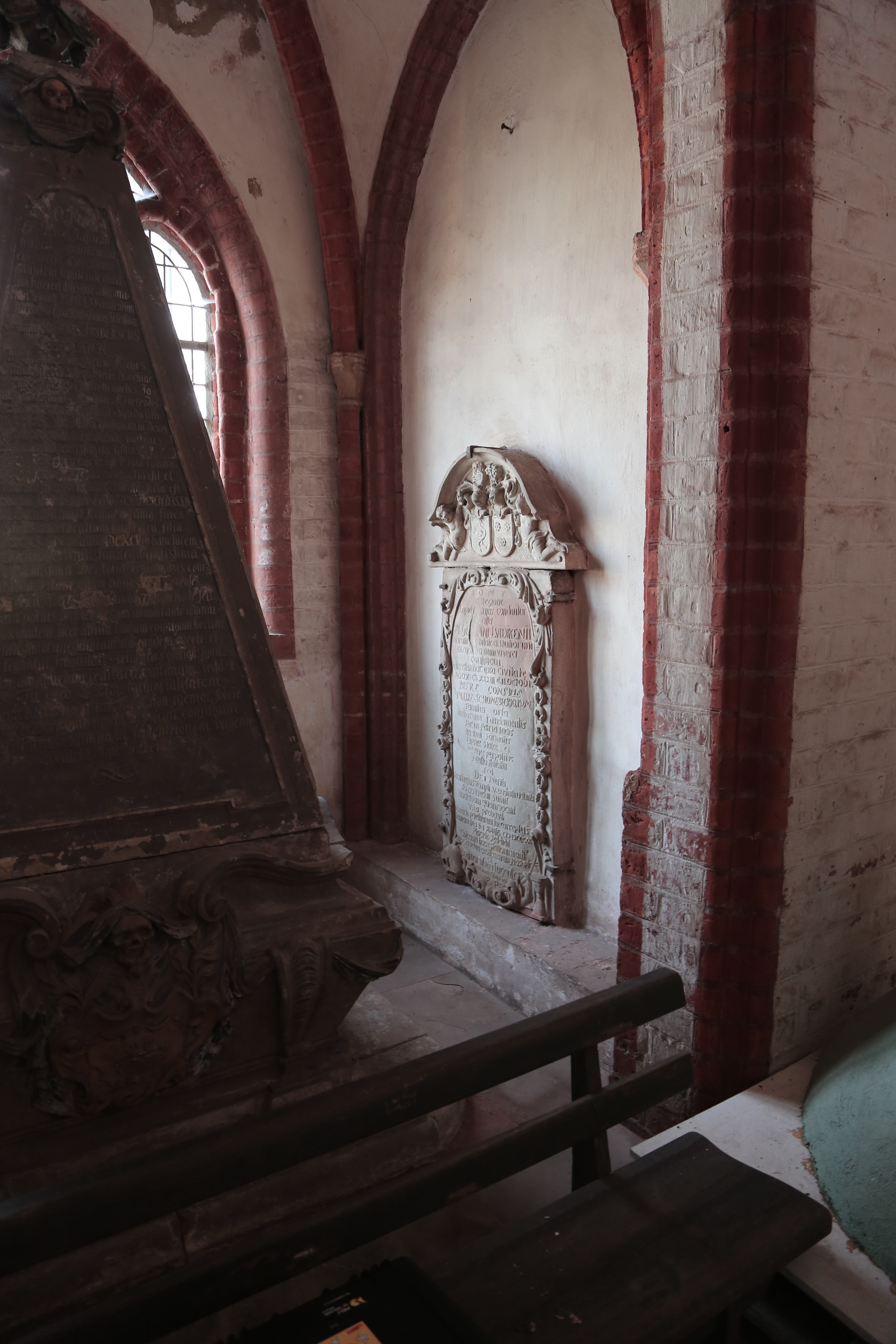
Grabmal von Germanus Lüdke im Dom zu Stendal

(Mathäus) Germanus Lüdtke wurde laut seinem Epitaph am 2. Oktober 1683 in Stendal geboren und am 7. Oktober 1683 in der Stendaler Marienkirche getauft.
Seine Eltern sind nach dem Taufbuch Christian Luidtke, Bürgermeister in Stendal, und Maria Schönebeck, die Tochter des Kämmerers und Bürgermeisters von Stendal Benedikt Schönebeck und Enkeltochter des früheren Bürgermeisters Bartholomäus Schönebeck.
Direkte Vorfahren sind der Havelsberger Domherr Matthäus Ludecus und der kurfürstlich brandenburgischen Kanzler Johann Weinlob.

## Familie
In den Kirchenbüchern der Stendaler Marienkirche findet sich der Heiratseintrag von Germanus Lüdke und Maria Elisabeth Otte. Sie heirateten im Jahre 1714. Sehr früh verstarben 3 Söhne:
```
† 1715 Joachim Christoph
† 1720 Johann Christian
† 1728 Christian Friderich
```

Das Epitaph für die Kinder steht im nördlichen Seitenschiff in einer Nische der Nordwand östlich neben dem Nordportal.im Dom St. Nicolai on Stendal.
Von seinen weiteren Kindern ist bekannt der Theologe der Aufklärung Friedrich Germanus Lüdke.

## Ausbildung und beruflicher Werdegang

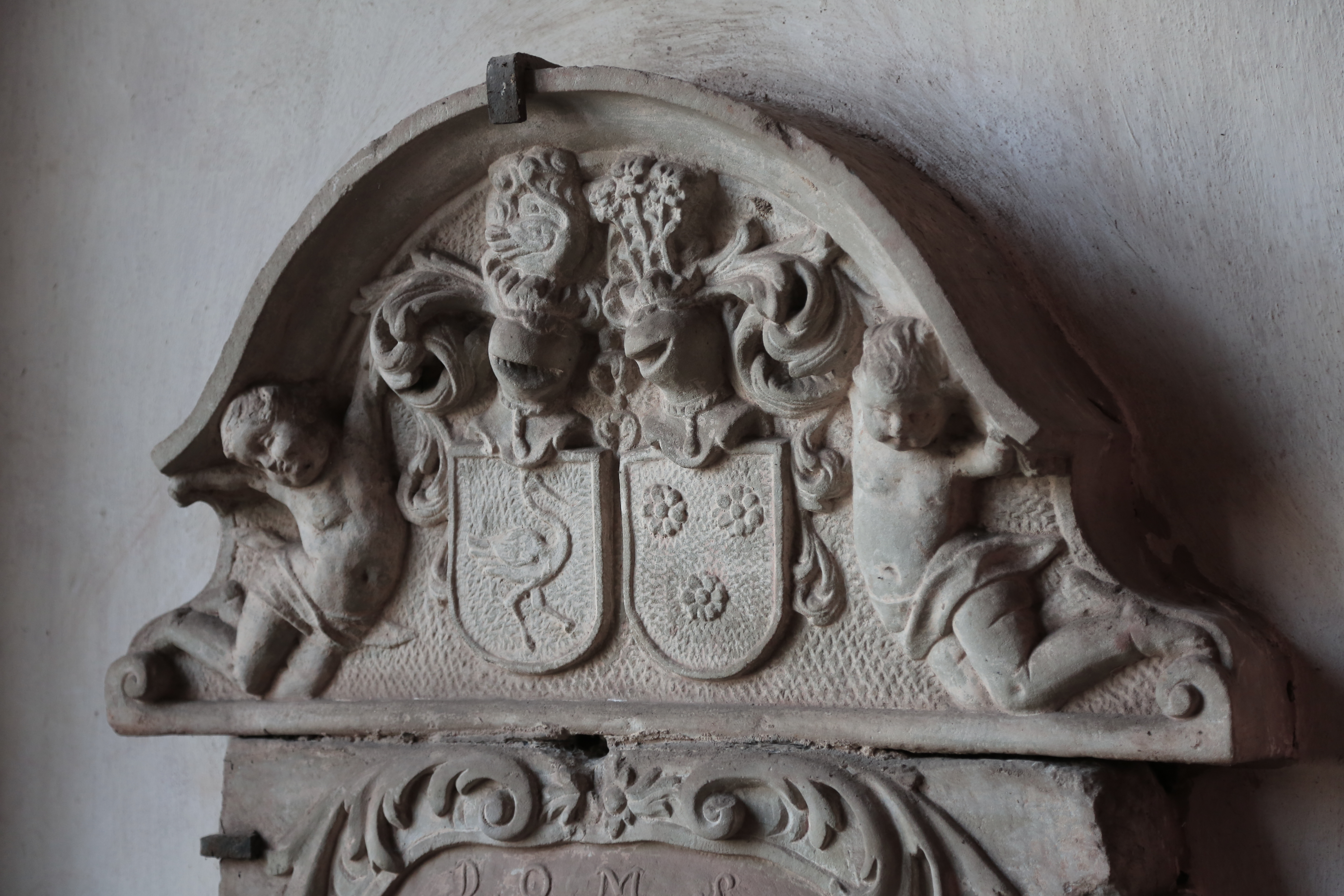
Grabmal von Germanus Lüdke im Dom zu Stendal (oberer Teil mit dem Kranichwappen der Familie Lüdke)

Aus seinem Grabstein, der sich in einer Seitenkapelle des Stendaler Doms befindet, ergibt sich folgender Lebenslauf (in sinngemäßer Übersetzung des lateinischen Textes):
„Die Fundamente seiner Gelehrsamkeit wurden hier in seiner Vaterstadt gelegt, in Berlin geformt, in Leipzig, Halle und Jena auf höchste vervollkommnet. Er hatte keinen falschen Ehrgeiz, sondern lebte nach dem Willen Gottes. Er bekleidete das Amt eines Dieners dieses 3. Gotteshauses seit dem Jahre 1713. Das, was er an Wissen lehrte, hat er in seinem Leben bezeugt. Schließlich raffte ihn eine seltene Krankheit dahin. Am 1. April 1735 gab er ruhig seine Seele Gott zurück“.
Der Stein wurde von seiner Witwe und den vier trauernden Kindern gestiftet. Eine weitere Abbildung mit Beschreibung befindet sich in der Datenbank Historischer Grabmäler der Altmark.
Lüdke war 1705 im Sommersemester an der Universität Leipzig und im Juni 1707 an der Universität Halle immatrikuliert. 1713 wurde er Prediger und 1716 Diakon am Dom in Stendal.
Er war damit jüngster Diakon am Dom in Stendal und zuletzt Erzdiakon.
In Halle hatte er Theologie bei August Hermann Francke studiert. Mehrere Briefe sind im Archiv der Franckeschen Stiftungen erhalten.
Im Pfarrerbuch für die Altmark wird er als „Adjunkt Stendal Dom III für die Zeit von 1716 bis 1735“ erwähnt.

## Werke
- Uber den zwar frühen, doch seeligen Tod Zweier wohlgerathenen Söhne und geliebten Brüder/ Welche binnen 3. Monaths-Frist, als vom Ausgang des Martii biß 11ten Junii 1721. einander balde gefolget sind, Nemlich ... Gottfried Daniel Schartows, Treu-gewesenen Lehrers bey dem löbl. Forcadischen Regiment in Berlin Und ... George Friederich Schartows, Gewesenen Königl. Preußischen Secretarii ... Wolte Zu einigem Trost und Aufrichtung Der hochbetrübten Eltern und aller nahen Freunde wohlmeinend, aus Mitleiden und Liebe seine Gedancken eröffnen Ein Dem Schartowschen Hause in Berlin angehöriger naher Bluts-Freund und Vetter, Berlin 1721, (VD18 90621530) digital
- Lüdke war an der Bearbeitung des Altmärkisch- und Prignitzischen neueingerichteten Gesang-Buchs des Theologen Johann Christoph Meurer (1668–1740) beteiligt, das 1734 in erster Auflage in Stendal erschien und bis zum Ende des 19. Jahrhunderts ca. 30 Auflagen erlebte.[10]
- In dem Buch von Gottfried Christian Götzen (Generalsuperintendent in Lübeck)[11] befinden sich Abdrucke eines Beileidsschreiben vom 20. Mai 1728 an die Witwe nebst einem Trauergedicht für den Verstorbenen sowie Schreiben vom 12. Januar 1725, 13. März 1725 und 2. November 1725.
- Eine Jubelpredigt im Dom zu Stendal hielt er anlässlich des 200. Jubiläums der Reformation am 31. Oktober 1717.[12]
- Für die  Gedächnisschrift für seinen „Blutsbruder“, den Kammergerichtsadvokaten Benedikt Rost verfasste er ein Trauergedicht[13]